# ピルバラクラトン
ピルバラクラトン（Pilbara craton）とは、現在はオーストラリア大陸の西部に存在し、この大陸の地殻の一部を形成しているクラトンの1つである。（現在のオーストラリア大陸は、他のクラトンも内包している。）行政単位で言うと、ピルバラクラトンは西オーストラリア州の北部の一部の地殻を形成している。

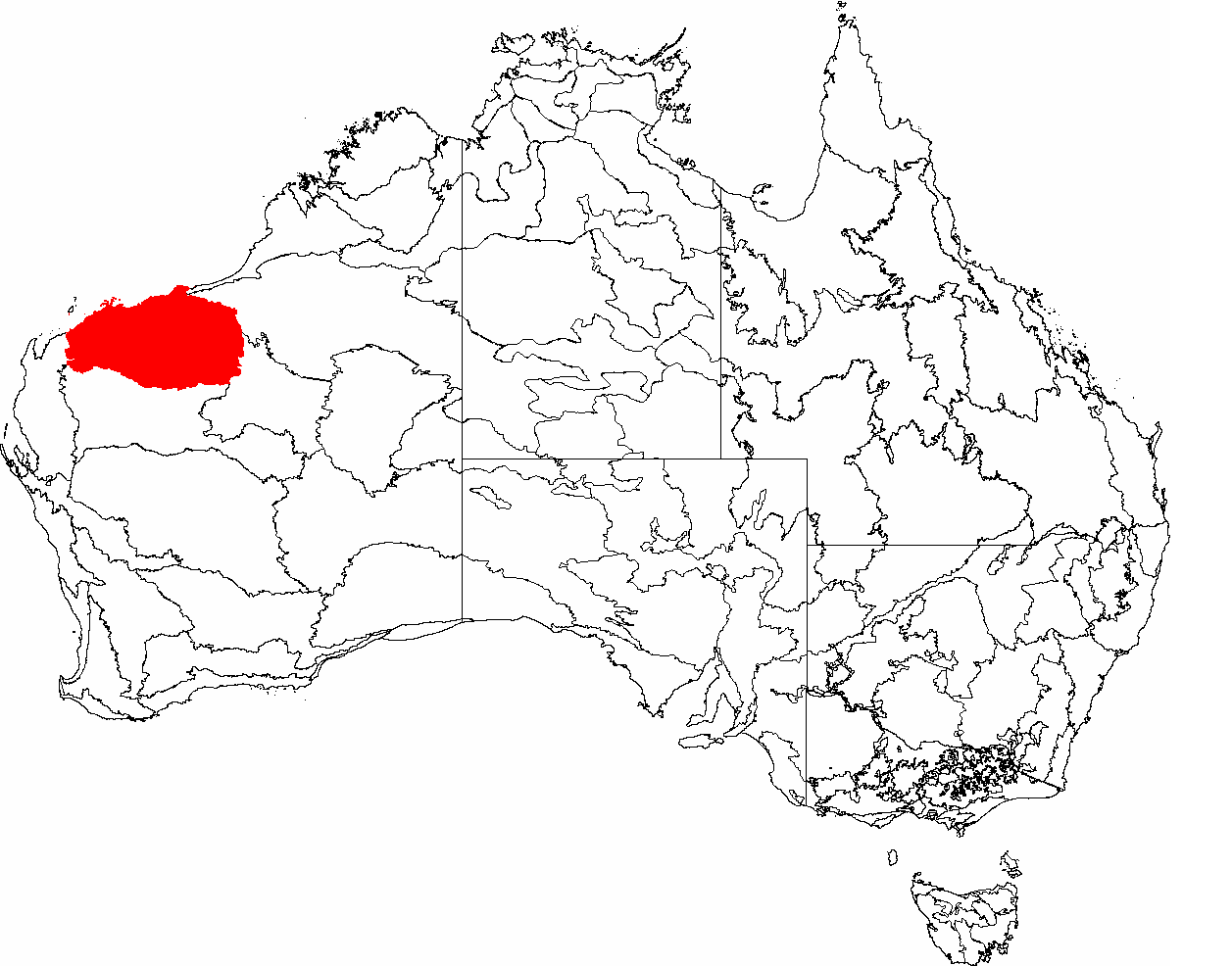
オーストラリアの生物地理学的暫定地域区分 (the Interim Biogeographic Regionalisation of Australia (IBRA)) におけるピルバラ (Pilbara) の範囲。ピルバラクラトンのおおよその位置と重なるが、範囲が一致するものではない。

## 概要
ピルバラクラトンは、非常に古くから安定して存在しているクラトンとして知られている。太古代に属する、今から36億年前に形成された、遅くとも27億年前までには形成された（27億年前までには安定した）クラトンである。このクラトンはグリーンストンベルトと呼ばれる岩石群からなり、変成度の低い玄武岩が野外では緑色に見えること、玄武岩と堆積岩からなる地質体が帯状に分布していることからこの名があり、その地層は、下位からワラウーナ層群、ゴルジ・クリーク層群、フィム・クリーク層群に分かれてピルバラ超層群と呼ばれている。
この時代の地球の地殻が現存している例は珍しく、そのような場所は、このピルバラクラトンの他には、現在のアフリカ大陸の南部に存在するカープバールクラトン以外に知られていない。なお、この2つのクラトンは、かつてバールバラ大陸やウル大陸を形成していたとされる。そして、この2つのクラトンには共通点が幾つも確認されていることで知られており、バールバラ大陸が存在していた時代には、両者が連続していたのではないかとも言われている。